# Теодоро Обіанг Нгема Мбасого
Теодоро Обіанг Нгема Мбасого (ісп. Teodoro Obiang Nguema Mbasogo; нар. 5 червня 1942, Акоакан, Іспанська Гвінея) — державний і військовий діяч Екваторіальної Гвінеї, президент країни (з 1979 року). Прийшов до влади в результаті військового перевороту, поваливши диктаторський режим свого рідного дядька — Франсиско Масіаса Нгеми.

## Життєпис
Теодоро Обіанг Нгема Мбасого народився 5 червня 1942 року у маленькому містечку Акоакан, що у провінції Веле-Нзас. За етнічною належністю — фанґ. Походить із впливового клану Есангуі. Закінчив школу у Баті.
З 1969 року Теодоро Обіанг був командувачем Західним військовим округом країни, а 1975 став командувачем Національної гвардії. 8 січня 1976 віддав наказ штурмувати консульство Нігерії, в результаті чого 11 людей загинули, а у грудні того ж року особисто заарештував понад сотню цивільних чиновників, які протестували проти економічної політики його дядька.
3 серпня 1979 року підполковник Теодоро Обіанг очолив військовий переворот, здійснений 400 найманцями з Марокко, в результаті якого було усунуто від влади довічного президента країни, його рідного дядька — Франсиско Масіаса Нгеми. Повалений президент постав перед судом, який 29 вересня засудив його до смертної кари, після чого його того ж дня було розстріляно. 12 жовтня Обіанг став новим президентом країни.
1981 року отримав військове звання полковника. 15 серпня наступного року в країні відбувся референдум, за підсумками якого було ухвалено нову конституцію. З січня 1986 одночасно міністр оборони Екваторіальної Гвінеї.
1991 року на шельфі у територіальних водах Екваторіальної Гвінеї були виявлені значні запаси нафти. 17 листопада того ж року на референдумі була прийнята нова конституція, яка встановила багатопартійну систему.
25 лютого 1996 у країні відбулись президентські вибори, перемогу на яких здобув єдиний кандидат Теодоро Обіанг Нгема, який набрав 97,85 % голосів виборців. Опозиція тоді бойкотувала вибори. На наступних президентських виборах, що пройшли 15 грудня 2002, був переобраний, набравши 97,1 % голосів.
2003 року державне радіо оголосило, що Теодоро Обіанг Нгема «подібний Богу на небесах» і перебуває «у постійному контакті зі Всемогутнім», причому президент володіє «усією владою над людьми і речами». 2007 він запропонував внести зміни до конституції, додавши до іспанської та французької третю офіційну мову — португальську.
У листопаді 2021 року Теодоро Обіанг Нгема Мбасого був призначений на з'їзді своєї партії кандидатом на шостий термін на виборах 2023 року.

## Цікаві факти
- Теодоро Обіанг Нгема Мбасого, за даними американського журналу «Parade», станом на 2003 рік посідав шосте місце у десятці найгірших диктаторів сучасності.
- За даними журналу Forbes станом на 2006 рік статки Обіанга оцінювались в 600 млн доларів, а він сам посідав восьме місце в списку найбагатших правителів світу.
- КНДР 2013 року нагородила Теодоро Обіанг Нгема Мбасого премією імені Кім Чен Іра.